# Shawniken Indian Reserve 4B
Shawniken Indian Reserve 4B är ett reservat i Kanada.   Det ligger i provinsen British Columbia, i den södra delen av landet, 3 400 km väster om huvudstaden Ottawa.
I omgivningarna runt Shawniken Indian Reserve 4B växer i huvudsak barrskog. Trakten runt Shawniken Indian Reserve 4B är nära nog obefolkad, med mindre än två invånare per kvadratkilometer.